# Championnats d'Europe de RS:X 2021
Navigation
2020 2022
Les Championnats d'Europe de RS:X 2021 sont une compétition internationale de sport nautique sous l'égide de la Fédération internationale de voile (ISAF). Cette édition 2021 se tient du 7 au 13 mars à Vilamoura au Portugal.

## Podiums
| Épreuves | Or             | Argent         | Bronze                |
| -------- | -------------- | -------------- | --------------------- |
| Hommes   | Kiran Badloe   | Mattia Camboni | Ofek Elimelech        |
| Femmes   | Charline Picon | Lilian de Geus | Zofia Noceti-Klepacka |

## Résultats
| Rang | Athlète              | Temps |
| ---- | -------------------- | ----- |
| 1er  | Kiran Badloe         |       |
| 2e   | Mattia Camboni       |       |
| 3e   | Olef Elimelech       |       |
| 4e   | Piotr Myszka         |       |
| 5e   | Radoslaw Furmanski   |       |
| 6e   | Yoav Cohen           |       |
| 7e   | Carlo Ciabatti       |       |
| 8e   | Sergi Escandell Mari |       |
| 9e   | Angel Granda Roque   |       |
| 10e  | Mateo Sanz Lanz      |       |

| Rang | Athlète               | Temps |
| ---- | --------------------- | ----- |
| 1re  | Charline Picon        |       |
| 2e   | Lilian de Geus        |       |
| 3e   | Zofia Noceti-Klepacka |       |
| 4e   | Marta Maggetti        |       |
| 5e   | Emma Wilson           |       |
| 6e   | Giorgia Speciale      |       |
| 7e   | Blanca Manchón        |       |
| 8e   | Laerke Buhl-Hansen    |       |
| 9e   | Katy Spychakov        |       |
| 10e  | Ingrid Puusta         |       |